# Спиро Преспанчето
Спиридон (Спиро) Петров Параскевин, наричан Преспанчето (на гръцки: Σπύρος Παρασκευαΐδης, Спирос Параскеваидис), е български революционер, деец на Вътрешната македоно-одринска революционна организация. Според гръцката историография е гръцки революционер, деец на Гръцката въоръжена пропаганда в Македония от началото на XX век.

## Биография
Спиро Параскевин е роден в преспанското село Ръмби, тогава в Османската империя. През 1897 година се присъединява към харамийската чета на Коте Христов и става негов помощник. Четата се състои още от Лазар Чолаков и Насо Йорлев от Апоскеп, Нако от Шестеово, Лечо Настев от Церово и Васил Бекяров от Желево. Спиро Параскевин участва в елиминирането на турчина Тахир, албанеца Нури бей от Турие през 1898 година, бейовете Целио и Шабан Чауш край Буф през 1899 година и Кашми ага през 1900 година. Коте Христов и Спиро Параскевин правят опит да се свържат с костурския митрополит Филарет Вафидис, но той отказва.
Между 1899 – май 1900 година четата на Коте Христов е част от ВМОРО, но след пристигането на Марко Лерински в района се отцепва.
Четата на Коте Христов е изпратена към България през октомври 1900 година, но между Баница и Горничево е направен опит да бъде елиминирана. С Коте Христов са още Спиро Параскевин, Сотир Вельов от Крапешино, Иванчо и Георги Геков от Белица. Четата им прави неуспешен опит да се свърже и с новия костурски митрополит Анастасий и същевременно продължава да обикаля областта.
През юли 1901 година Спиро Параскевин и Георги Геков убиват сина на Джамал бей от Корча край Турие. В резултат османските власти арестуват 16 души от селата Кономлади, Брезница и Бесвина. Заради това влизат в конфликт с Коте Христов и се присъединяват към четата на Атанас Петров от ВМОРО. Посрещнати са първо в Смърдеш. Според гръцки източници Васил Чекаларов им издава нови смъртни присъди и те се завръщат в четата на Коте Христов. Всъщност, прекарват известно време в четата на Васил Чекаларов през юни 1901 година.
След това водят няколко сражения срещу четите на ВМОРО до юни 1902 година.
През 1903 година Коте Христов се примирява с ръководството на ВМОРО, а четата му е помилвана от Лазар Поптрайков и Гоце Делчев и се включва в подготовката на Илинденско-преображенското въстание. Към 7 април 1903 година Спиро Параскевин е болен и се намира в четата на Васил Чекаларов. Първо защитават прохода Бигла, заедно с четата на Ангел Андреев превземат Пъпли, но се изтеглят в Герман. На 25 юли 1903 четата на Коте Христов води сражение край Щърково, където Спиро Параскевин е убит.